# Тюдзан
Королевство Тюдзан (яп. 中山王国 Тю:дзан о:коку) — одно из трёх государств (королевств) на острове Окинава, существовавшее на протяжении XIV — первой половины XV столетия.

## История
Государство Тюдзан было образовано из объединения владений мелких феодалов центральной части острова Окинава в 1314 году первым властителем, Тамагусуку, ставшим королём в 19-летнем возрасте (правил в 1314—1336 годах). Вынужденный постоянно бороться и подавлять восстания местных правителей, Тамагусуку укрепил свою власть над центром острова. Однако на его юге сумел укрепиться правитель селения Одзато, образовавший в южных горах королевство Нандзан, а на севере Окинавы правитель владения Накидзин провозгласил образование государства Хокудзан. 
В 1419 году король Тюдзана Сё Сисё присоединил к своему государству Хокудзан, а в 1429 году его сын, Сё Хаси, завоёвывает Нандзан, таким образом объединив Окинаву в единое государство, ставшее впоследствии ядром королевства Рюкю. Сё стало титулом властителей Тюдзана, которым были представлены его послы при дворе династии Мин в Китае, в 1421 году. Наименование же «Тюдзан» использовалось в официальных документах как обозначение королевства Рюкю на протяжении многих лет после образования единого государства на островах — в том числе и при взаимоотношениях с другими державами (вплоть до захвата островов Рюкю Японией в 1609 году).

## Правители владения Тюдзан
- Сюнтэн (舜天, 1187—1237, династия Тэнсон)
- Сюмбадзюнки (舜馬順熈, 1238—1248, династия Тэнсон)
- Гихон (義本, 1249—1259, династия Тэнсон)
- Эйсо (英祖, 1260—1299, династия Эйсо)
- Тайсэй (大成, 1300—1308, династия Эйсо)
- Эйдзи (英慈, 1309—1313, династия Эйсо)
- Тамагусуку (玉城, 1314—1337, династия Эйсо)
- Сэйи (西威, 1337—1354, династия Эйсо)
- Сатто (察度, 1355—1397)
- Бунэй (武寧, 1398—1406)
- Сё Сисё (尚思紹, 1407—1421, первая династия Сё)
- Сё Хаси (尚巴志, 1422—1429, первая династия Сё, правитель объединённых островов Рюкю ок. 1439 года)